# Константинопољ
Константинопољ (лат. Constantinopolis – Константинополис, грч. Κωνσταντινούπολις [] – Константинуполис) или Цариград, град је смештен на полуострву између у Мраморног мора, Босфорског мореуза и залива Златни рог). Био је престоница три велика царства – римског (330–395), византијског (395–1453) и османског (1453–1923). Након оснивања модерне републике Турске, која има престоницу у Анкари, некадашњи Константинопољ, или Цариград, а данашњи Истанбул, остао је највећи град у данашњој Турској, који се простире на два континента, Европи и Азији. Град је и данас седиште Васељенске патријаршије, која је духовни центар Православне цркве.

## Име града
Први познати назив града је Византион (грч. Βυζάντιον), коју су дали колонисти Мегаре око 660. године прије н. е. Сматра се да је име изведено из личног имена Бизас. Према старогрчкој традицији назив града потиче од имена легендарног краља који је предводио грчке колонисте. Савремени научници износе хипотезу према којој је име Бизас мјесног трачког или дачког поријекла и да је по њему мегаренско насеље добило име.
Цар Константин Велики (306–337) град Византион преправљао је од краја 324. године и прогласио га престоницом Римског царства 11. маја 330. године. После тога Византион је постао познат и као Константинопољ (грч. Κωνσταντινούπολις; у преводу „Констатинов град”).  Сам Константин Велики покушао је промовисати називе Други Рим и Нови Рим (грч. Νέα Ῥώμη), али тај назив није преовладао. Становници Византије (Источног римског царства) своју престоницу звали су Византион, Константинопољ, али чешће само Град (грч. Πóλις [] – Полис).
До 19. вијека, град је добио друга имена која су користили странци, или Турци. Европљани су користили назив Константинопољ за цео град, али су назив Стамбол, као и сами Турци, користили за полуострво између Златног рога и Мраморног мора. Назив Пера (на грч. „преко“) кориштен је за површину између Златног рога и Босфора, али Турци су користили назив Бејоглу (данас званичан назив једног од градских округа). Исламбол (што значи „Град Ислама” или „Пун Ислама”) је био назив који се понекад колоквијално односио на град, чак се налазио и на османском кованом новцу, али веровање да је то био претходник данашњег назива града, Истанбула, је очигледно због чињенице да је други назив постојао многи прије првог, чак прије османског освајања града.

## Историја
Константин Велики потиснуо је савладара и завладао Римским царством у септембру 324. године. Два мјесеца касније, он је представио планове за нови хришћански град, који би замијенио Византион. Град је као источна пријестоница царства, носио назив Нови Рим; међутим познатији је био као Константинопољ, име по коме је град остао препознатљив све до 20. века. Дана 11. маја 330. године, Константинопољ је проглашен престоницом Римског царства, које су послије смрти Теодосија I поделили његови синови 17. јануара 395. године, када град постаје престоница Источног римског (Византијског) царства. У време владавине Теодосија 2. изграђен је нови заштитни зид, западније од Константиновог, а град је тада обухватио око 1.400 хектара.
Успостављање Константинопоља било је једно од последњих Константинових достигнућа, које је помогло да се средиште римске политичке моћи помери на исток, али је је град остао и средиште грчке културе и хришћанства. Од времена Константина Великог, широм нове престонице изграђене су многе цркве, а најпознатија је Аја Софија, која је обновљена у време владавине Јустинијана I (527–565) и која је остала једна од највећих храмова на свету хиљаду година. Константин је такође предводио обнову и проширење Константинопољског хиподрома; са капацитетом од 10.000 гледаоца, хиподром је постао средиште грађанског живота, у 5. и 6. веку, епицентар серије немира, укључујући устанак Ника. Положај Константинопоља, бројно становништво и добри бедеми чинили су престоницу неосвојивим скоро 900 година до доласка латинских крсташа. У том периоду Константинопољ је био највећи и најбогатији град на европском континенту и у то време највећи град на свету.
Византија и њена престоница почели су да слабе након смрти цара Василија II Бугароубице 1025. године. Нарочито тежак ударац задат је Византији и њеној престоници када су град други пут освојили освојили крсташи и њихове вође Бонифације од Монферата и Енрико Дандоло у априлу 1204. у Четвртог крсташком походу, а када је рушен и пљачкан најбогатији град хришћанске Европе. 
Од маја 1204. Цариград је постао средиште Латинског царства, које су створили католички крсташи и Венецијанци у намери да замене православно царство. Аја Софија је претворена у католичку цркву 1204. Ипак, нестало православно царство имало је још довољно присталица међу Грцима и било је обновљено у јулу 1261. године, када је у град ушао цар Михаило VIII Палеолог, али то више није била велика европска сила, него другоразредна држава. Константинопољске цркве, одбрана и основне службе биле су лошем стању, док се број становника града смањио на 100.000 са 500.000 током 8. века. Након ослобођења града 1261. године, неки од градских споменика су обновљени, а створени су и неки нови, као што су два мозаика Деисуса у Аја Софији и Хори.
Андроник II покренуо многе економске и војне реформе, као што је смањење војних снага, ослабивши тиме царство и учинивши га рањивим на могуће нападе. Од средине 14. века, Османлије су започеле са постепеним заузимањем мањих вароши и градова око престонице Византије. Тиме су прекидали и путеве снабдевања Константинопоља, а полако стезали обруч око града. Од почетка априла 1453. са око 50.000 војника и тада највећим топовима, султан Мехмед II почео је завршни напад на Цариград, који је бранило највише 9.000 војника. Напад је завршен 29. маја 1453. године, а у одбрани престонице погинуо је и последњи византијски цар Константин XI Палеолог). султан Мехмед II „Освајач” заузео је Константинопољ и прогласио га за нову престоницу Османског царства. Неколико сати касније, Мехмед II је отишао у Аја Софију гдје је позвао имама да изговри шехадет, чиме је величанствена православна црква претворена у царску џамију због одбијања града да се мирно преда. Мехмед II је себе прогласио новим „Цезаром Рима” (тур. Kaysar-i Rûm) и османска држава је реорганизована у царство.

## Друштво
Повољан положај града између Европе и Азије био је веома важан за развој трговине и културе. Због важног стратешког положаја, Цариград је контролисао путеве између Азије и Европе, као и пролаз из Средоземног мора у Црно море.
Константинопољ је био развијен, богат град, грандиозна престоница са великом хиљадугодишњом традицијом. Придавала се велика пажња култури, уметности и образовању у Византији, самим тим и Константинопољу као престоници Царевине. Град је у сваком погледу, друштвеном, економском, образовном, научном погледу, у уметности, духовности, био модерна и непревазиђена престоница света.
Византијско царство је било царство састављено од многих народа, па је самим тим и Константинопољ био вишенационална средина, прави напредни велеград, у коме су становали житељи многих нација, али је заједнички било то, да су житељи престонице углавном били православне вероисповести.
»Књига “Notitia urbis Constantinopolitanae” из 5. века представила је списак грађевина састављен отприлике сто година после оснивања Цариграда. Престоница је имала 322 улице, 8 јавних и 153 приватних купатила, 5 житница, 8 аквадукта и цистерни, 14 цркава, 14 палата и 4,388 кућа величине вредне помена. Ако се узме да је свака кућа имала 25 становника, добија се број од 109.700 становника. То је безначајан број у односу на број слугу и робова који су живели у тим кућама. Обично се процењује да је тада Цариград имао између 500 и 600 хиљада становника.«
Цариград је био подељен на 14 Четврти византијског Цариграда. Простор између Теодосијевих двоструких бедема и Константиновог бедема не припада ниједном кварту и у њему су се налазе Мокијева и Аспарова цистерна, Цркве, и утврда Седам кула, а по средини овог дела Град протиче Ликос.
Хиподром у Цариграду је био грандиозан, врло посећен, био је центар друштвеног и спортског живота у престоници, и био је надалеко, чувен. Настао је крајем III века за владавине Септимија Севера (193–211) по узору на Circus Maximus у Риму, да би свој коначан облик добио под Константином Великим 330. године.
- Византијски календар је био календар који се званично употребљавао у Византијском царству, од 988 и владавине Василија II, до пада царства 1453. Коришћен је у земљама под византијским утицајем, као што је Србија.

### Архитектура
Архитектура Цариграда представља врхунац градитељства и уметности у Византијском градитељству, сматра се да је настала почетком 5. века. Велики, немерљив је утицај имао Цариградски-византијски стил и уметност градитељства на религијске-црквене објекте али и на дворове, бедеме, утврђења, хиподром и сл. Тај утицај се проширио надалеко.
Најзначајнији споменици ране византијске архитектуре и уметности се налазе у Цариграду – Константинопољу, и широм Византијског царства. Поред великог, немерљивог утицаја на стилове многобројних Црква и манастира, византијски стил грађевинарства је оставио велики печат и на дворове, куле, бедеме, утврђења, и нарочито на прелепе палате у Цариграду и шире. Неке од познатих грађевина су и Дворац Константина Порфирогенита Палеолога, Дворац Влахерна (Влахерна) , Цариградски бедеми, па Кула Галата (Велики Бастион), па Хиподром у Цариграду,...
Црква Аја Софија (Света Софија, Црква Свете Мудрости) је право ремек-дело Византијске архитектуре. Аја Софију је подигао византијски император Јустинијан од 532. до 537. године. То је дело у то време двојице најпознатијих архитеката – Антемијуса и Исидоруса. Пре ње на том месту биле су две мање цркве, које су прогутали пожари.
Стубови су јој од највреднијег мермера из Мраморног мора, Никеје, Јужне Африке. Четири огромна стуба носе Куполу пречника 32 метара на висини од 65 метара. Унутрашњост куполе је огромна 70 Х 75 метара. На изградњи Цркве Аја Софије је радило преко 10000 радника пет година (532–537).

### Култура и уметност
Цариград има немерљив допринос и значај за хришћанску духовност, културу и уметност, која се развијала хиљаду година у Цариграду и Византији. Има велики утицај на светску културу, образовање, духовност и уметност, уз то имао је и кључни утицај на Словене на Балкану(Србија, Бугарска) и Русију.
Цариград(Константинопољ) је био средиште науке и културе и уметности, у њему су се развијале књижевност, филозофија, правне, теолошке и хуманистичке науке.
Цариградски Универзитет је био непревазиђен, његовом развоју су придавале пажњу све Византијске династије, као и патријарси, тако да је допринос Универзитета на цивилизацију био немерљив и познат надалеко.
Велики је допринос Цариграда и у области Уметности. Утицај уметничког Цариграда није био ограничен само на границе унутар Византијског царства, већ много шире, на Словенске земље и шире. Најбољи показатељи уметничких достигнућа су у црквеној уметности, скулптурама, мозаицима и фрескаама, где се у почетку осећао утицај Антике. Уметност у Цариграду се развијала у више фаза, и била је прожета хришћанском духовношћу.
Уметнички и Културно-образовни допринос Цариграда васељени је био немерљив, оставио је велики утицај на Европску цивилизацију и шире.

## Квартови
Константинопољ је био подељен у 14 округа односно четврти:
- I кварт обухвата комплекс Велике палате, палате Букелеон и Мангану, Сераглиски светионик и Букелеонско пристаниште.
- II кварт обухвата комплекс Велике цркве, акропољ античког Византиона и Готски стуб.
- III кварт обухвата Хиподром, цркве Светих Срђа и Вакха, свете Анастазије и Свете Еуфемије, као и Јулијанову или Софијину луку
- IV кварт обухвата Милион односно Тријумфалну капију, цистерну Базилику као и део луке Просфериона.
- V кварт обухвата простор и делове између лука Нериона и Просфериона и Стратегион.
- VI кварт обухвата Константинов форум и цркву Светог Јована Корнишког.
- VII кварт обухвата Теодосијев форум, цркву Светог Томе и луку Контоскалион.
- VIII кварт обухвата простор Капитола.
- IX кварт обухвата манастир Светог Мирелаиона и луку Хептаскалон
- X кварт обухвата делове Валенсовог аквадукта и цркву Свете Теодоре.
- XI кварт обухвата цркве Христа Пантократора, Девице Панахрантос, Светих Апостола, Липски манастир, Марцијанов стуб, делове Валенсовог аквадукта и форум Бовис.
- XII кварт обухвата Аркадијев форум и Теодосијеву луку.
- XIII кварт обухвата четврти на северној страни Златног рога.
- XIV кварт обухвата цркву Богородице Влахернске и палате Влахерну и Порфирогену.
- Простор између Теодосијевих двоструких бедема и Константиновог бедема не припада ниједном кварту и у њему су се налазе Мокијева и Аспарова цистерна, цркве Богородице Памакристос, Христа Спаситеља у Хори и утврда Седам кула, а по средини овог дела Град протиче Ликос.

## Пристаништа
Пристаништа византијског Цариграда су се налазила дуж обала Мраморног мора и Златног рога, а поред неколико већих, уз обалу се налазио и читав низ мањих докова за пристајање. Процењује се да су пристаништа могла да приме око 300 бродова у једном тренутку, док се укупна дужина докова грубо процењује на око 4.500 метара. Већина трговачких бродова стационираних у граду је била мале носивости (око 80 тона), али је било и оних већих, чији је капацитет био око 1.300 тона. Око великих пристаништа налазила су се складишта за робу и девет великих амбара за жито, а након 10. века су се око неких од њих развиле праве трговачке четврти страних трговаца. Већа пристаништа на Мраморном мору била су:
- Елефтерион (раније познат и као Теодосијева или Кесаријева лука, касније назван Лонго)
- Хептоскалион, нешто мање пристаниште смештено у IX градској четврти
- Контоскалион (раније познат и као Јулијанова или Софијина лука)
- Букелеон, царско пристаништа уз истоимени дворац који се налазио у склопу Великог двора

док су већа пристаништа на Златном рогу била:
- Просфорион
- Неорион

### Пристаништа на Мраморном мору

#### Елефтерион
Елефтерион (познато и као Теодосијева и Кесаријева лука) је било највеће пристаниште византијског Цариграда, подигнуто на ушћу Ликоса у Мраморно море. Изградио га је 390. године цар Теодосије I (379—395), између  и  градске четврти, а поседовало је и два велика амбара за жито. Услед сталних наноса које је Ликос носио са собом, лука се стално затрпавала, због чега је на крају и напуштена. Након тога, њен простор је претворен у башту у којој је узгајано поврће, за потребе градских кухиња. Данас су од ње опстали само остаци лучних пролаза у морском бедему, који су је повезивали са унутрашњошћу града. Током грађевинских радова у новембру 2006. године, откривени су остаци некадашње луке, међу којима су, поред читавог низа предмета, откривени и остаци више од 20 византијских бродова.

#### Контоскалион
Контоскалион (познато и као Јулијанова односно Софијина лука) је било пристаниште византијског Цариграда на Мраморном мору, смештено између  и  градске четврти, које од средине 6. века постаје главно градско трговачко пристаниште. Првобитно га је подигао цар Јулијан Отпадник (361—363) 362. године, а касније му је Јустинијан I (527—565) додао лукобране. Током владавине Јустина II (565—575), пристаниште је обновљено и проширено, а цела област око њега (тзв. Софијана), као и сама лука називани су по његовој супрузи Софији.
У каснијим вековима, након запуштања осталих цариградских лука, Контоскалион, како је био познат у доба Палеолога након новог проширења, је постао главно пристаниште за истовар добара неопходних граду, а касније и главна лука царске ратне морнарице. Коришћен је и у отоманско доба, након пада Цариграда 1453. године, под именом Кадирга-лиман.

##### Настанак Софијине луке
Средином 5. века, сплет догађаја довео је до развоја Контоскалиона и његове околине. Пристаништа на Златном рогу угрозило је напредовање Кутригура 559. године, а две године касније су припадници деме Плавих из Пере, током побуне, прешли естуар и спалили складишта на супротној, обали око тамошњих пристаништа. Непосредно пре тога, околина Контоскалиона је страдала у пожару, што је створило отворен простор за подизање већег броја грађевина.
Тако је у Јустиново доба, лука обновљена и проширена, а уз њу је подигнута и једна од царских резиденција, позната као Софијана. Поред пратећих лучко-трговачких објеката, у том периоду подигнуте су или обновљене цркве архангела Михајла и свете Текле, затим велика црква светог Пантелејмона, као и болница Нарзеса у чијем склопу се налазила црква светих Прова, Тараха и Андроника.

### Пристаништа на Златном рогу

#### Просфорион
Просфорион је било једно од најстаријих пристаништа византијског Цариграда, које се налазило на самом почетку Златног рога, испод некадашњег Акропоља. Играло је веома значајну улогу у животу града, о чему сведочи и податак да су се четири (од девет) велика амбара за жито налазила у његовој непосредној околини. Пристаниште је своју функционалност изгубило до 10. века, када је и трајно напуштено. У каснијим вековима, на његовом месту се налазио омањи мол који су користили цареви на свом путу из дворца у Влахернама до цркве Божанске Мудрости.

#### Неорион
Неорион је било једно од пристаништа византијског Цариграда, подигнуто на почетку Златног рога. Првобитно је служило за трговачке бродове, али након запуштања суседног Просфориона, постаје, од краја 7. века, главно пристаниште царске ратне флоте. Тим поводом је цар Леонтије (695—698) 698. године наредио чишћење Неориона. Касније је ратна морнарица пресељена у пристаништа на обали Мраморног мора, а од почетка 10. века страни (европски, јеврејски и арапски) трговци добијају приступ луци. Након тога се око ње развијају трговачке четврти у којима се подижу радње, складишта, али и стамбени и верски објекти.

## Галерија
- Константинопољ, поглед са мора, 1900.
- Новац, Константин II
- Хиподром у Константинопољу
- Данашњи улаз у Константинопољску патријаршију
- Двоструки бедеми Теодосија II, Цариград, данас
- Теодосијеви бедеми, данас
- Христов монограм на саркофагу из Константинопоља
- Коњи испред базилике Сан Марка у Венецији, који су однети из Константинопоља
- Црква Аја Ирина, Константинопољ
- Приказ Константинопоља у Нирнбершкој хроници из 1493.